# 알리 바흐자트
알리 바흐자트 파딜(아랍어: عَلِيّ بَهْجَت فَاضِل, Ali Bahjat Fadhil, 1992년 3월 3일 ~)는 이라크의 축구 선수이며 포지션은 센터백이다.